# CSS Hope
El CSS Hope era el buque gemelo del CSS Colonel Lamb y uno de los corredores de bloqueo de los confederados.

## Descripción e historia[1]

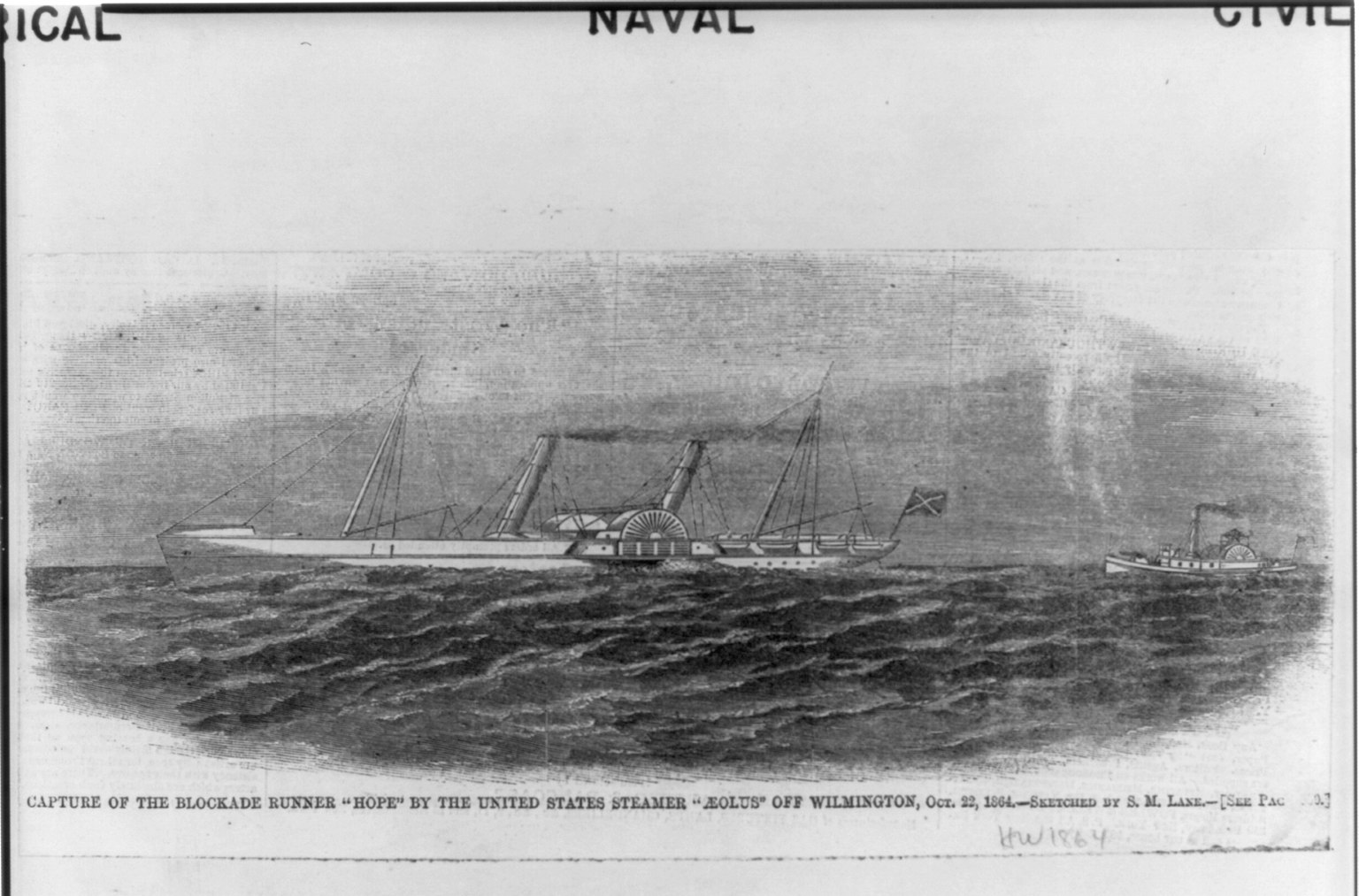
El USS Eolus captura el CSS Hope en Wilmington.

El Hope era un barco de paletas de hierro y acero de Wilmington, N. C. "muy grande" y "muy fuerte", llamado "el vapor más fino y más rápido del mercado" por un observador en Gran Bretaña. La adquirieron allí para el gobierno confederado poco antes o después de dejar el patio de Liverpool de Jones, Quiggin & Co. Ella era Hull No. 159, buque hermano del destacado Colonel Lamb (qv), al que se parecía excepto por la presencia del habitual "caparazón de tortuga" hacia adelante.
El nombre del Hope ya era bien conocido por un corredor de bloqueo reciente. Podía transportar más de 1.800 fardos de algodón con un calado de solo 11 pies y poseía el factor de seguridad de cinco compartimentos estancos, algo muy inusual en su época. Apareció por primera vez en los despachos consulares de Estados Unidos el 10 de julio como consignada en Fraser, Trenholm & Co., el "frente" del Gobierno Confederado en Liverpool. El USS Sacramento se apresuró desde Cork a Falmouth para intentar capturar al Hope en el mar, pero llegó ileso a Nassau a principios de agosto, después de haber evitado las Bermudas debido a la fiebre amarilla que azotó allí ese verano.
Dos motores de proa y popa de 350 caballos de fuerza nominales, suministrados por 4 calderas, le dieron a Hope el poder de superar a la mayoría de sus contemporáneos. Sin embargo, fue acorralada el 22 de octubre de 1864 por el USS Eolus, que intentaba entrar en el río Cape Fear; la pérdida de su cargamento y, en particular, de sus bolsas de correo fue un duro golpe para la Confederación. Una semana más tarde fue vista cerca de Nueva York con destino a Boston para su adjudicación, bajo un premio mayor.
Un excelente modelo del Hope está en exhibición permanente en Mariners Museum, Newport News, Va.

## Galería

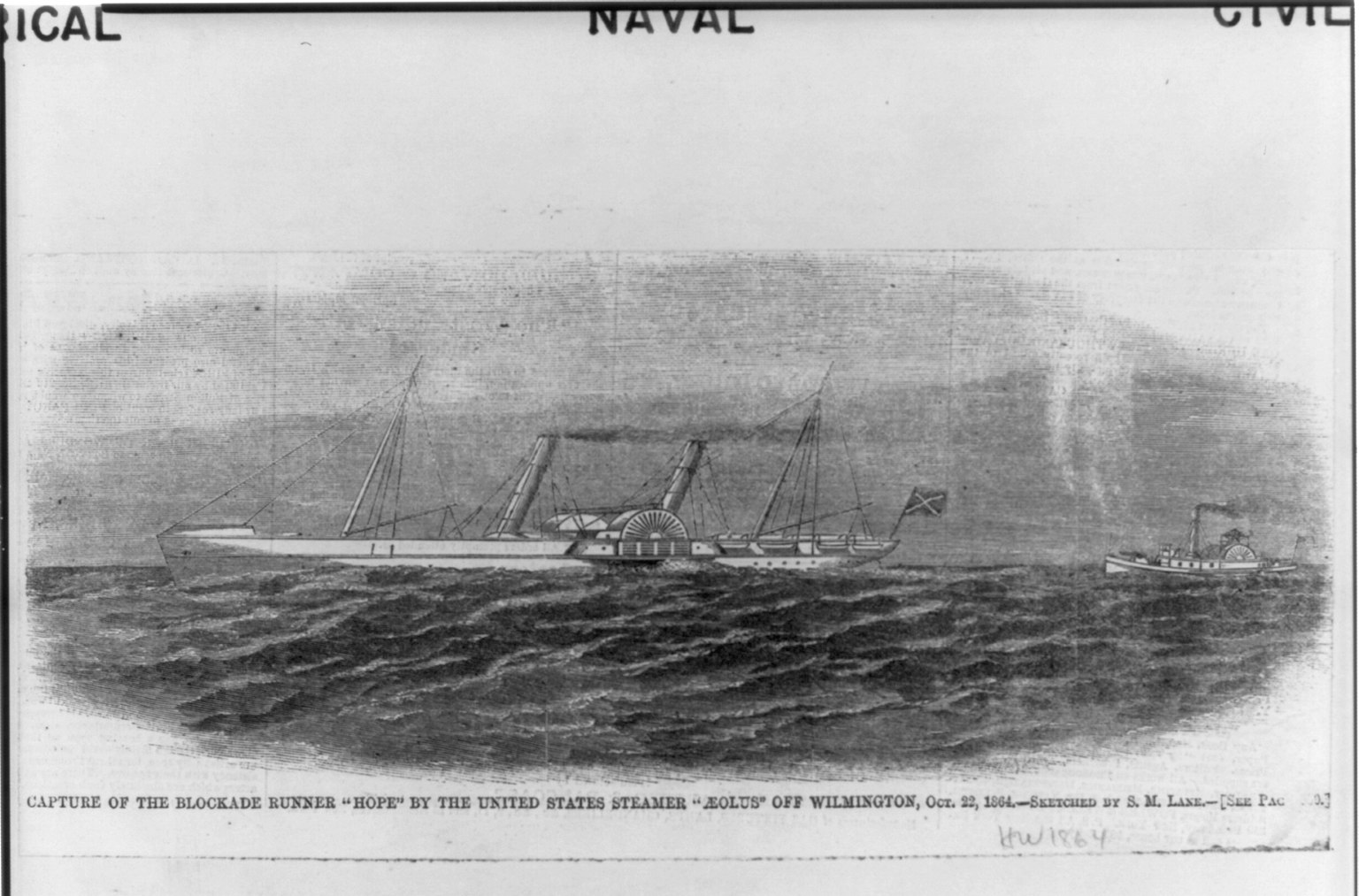
El USS Eolus captura el CSS Hope.